# فصل گیلاس
فصل گیلاس یک مجموعه تلویزیونی ترکیه‌ای با بازی سرکان چای اوغلو، اوزگه گورل است. پخش این مجموعه از سال ۲۰۱۴ تا ۲۰۱۵ از فاکس ترکیه پخش شد.

## خلاصه داستان
اویکو دختری زیبا و با استعداد است که بزرگترین آرزوی او بودن طراح لباس معروفی است. او بر اثر اتفاقاتی با آیاز دینچر آشنا می شود و داستان از اینجا شروع میشود.

## بازیگران[۳]
| نام                | کاراکتر       |
| ------------------ | ------------- |
| اوزگه گورل         | اویکو آجار    |
| سرکان چای‌اوغلو     | ایاز دینچر    |
| نیلپری شاهین‌کایا   | شیما چتین     |
| نسلیهان یلدان      | اونم دینچر    |
| داغان کولگچ        | مته اویار     |
| نهال ایشیکساچان    | بورجو اویار   |
| آراس آیدین         | امره ییئیت    |
| فاطما توپتاش       | سیبل کورکماز  |
| سرکان بورکیمز      | ایلکر کورکماز |
| نزیح جیهان         | اولجای        |
| عایشه گل اونسال    | مرال آجار     |
| تامر برکه ساریکایا | جم آجار       |
| هاکان چیمنسر       | بولنت اویار   |
| آتیلا سارال        | مهمت کارالی   |
| دیلان امکچی اغلو   | یامور         |